# Katholieke Kerk in Dominica

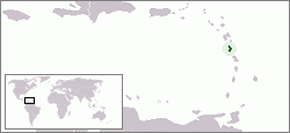
Dominica

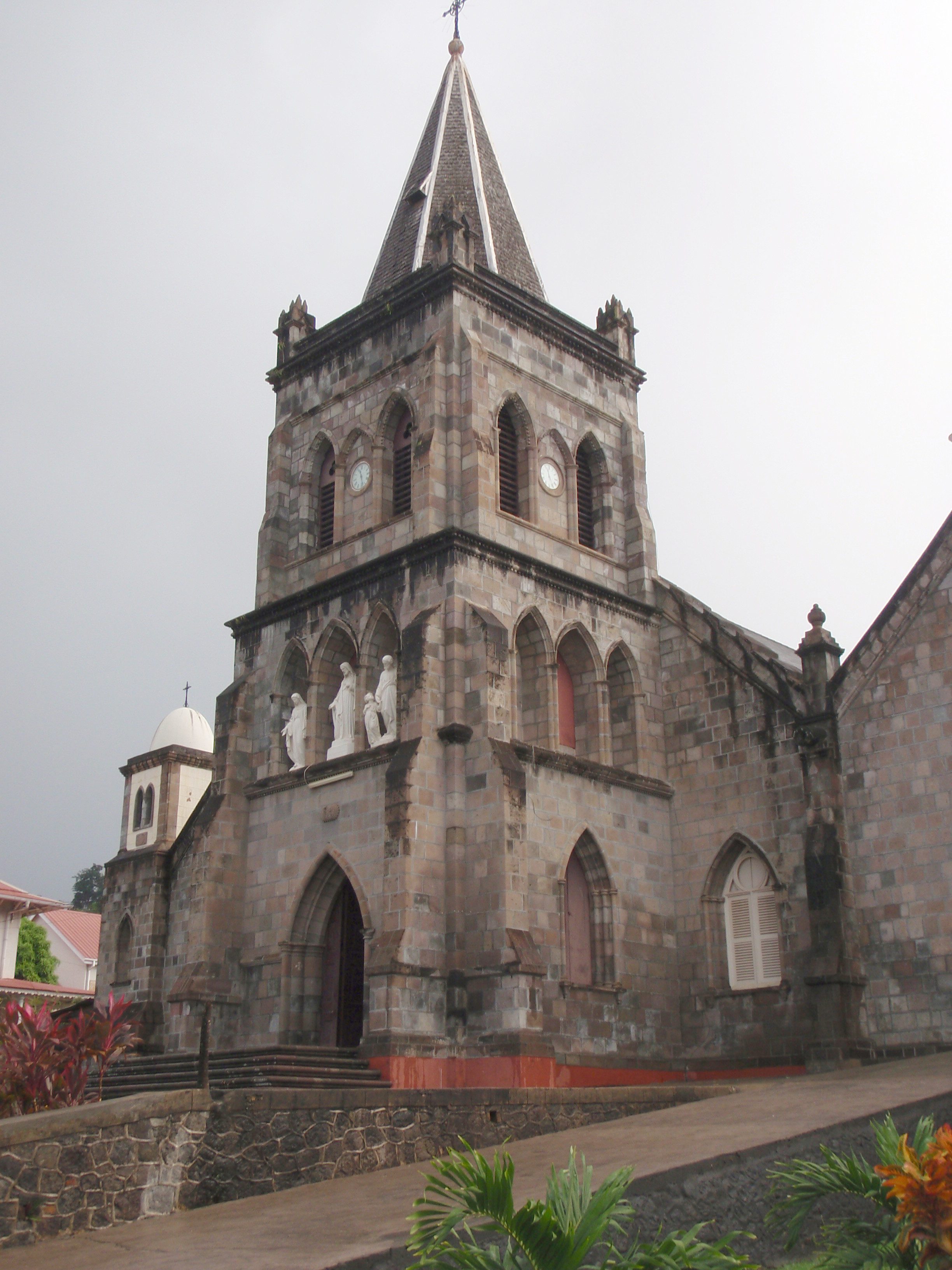
Kathedraal van Roseau

De Katholieke Kerk in Dominica is een onderdeel van de wereldwijde Katholieke Kerk, onder het geestelijk leiderschap van de paus en de curie in Rome.
In 2005 waren er in Dominica ongeveer 60.000 (72%) katholieken. Het land bestaat uit een enkel bisdom, het bisdom Roseau, dat deel uitmaakt van de kerkprovincie Castries op Saint Lucia. Bisschop van Roseau is Gabriel Malzaire. Men is lid van de bisschoppenconferentie van de Antillen, president van de bisschoppenconferentie is Patrick Christopher Pinder, aartsbisschop van Nassau (Bahama's). Verder is men lid van de Consejo Episcopal Latinoamericano.
Apostolisch nuntius voor Dominica is aartsbisschop Santiago De Wit Guzmán, die tevens apostolisch nuntius is voor Antigua en Barbuda, de Bahama's, Barbados, Belize, Grenada, Guyana, Jamaica, Saint Kitts en Nevis, Saint Lucia, Saint Vincent en de Grenadines, Suriname en Trinidad en Tobago, en apostolisch gedelegeerde voor de Antillen.

## Indeling
- Aartsbisdom Castries (Saint Lucia)
  - Bisdom Roseau

## Nuntii
- Apostolisch pro-nuntius 
  - Aartsbisschop Paul Fouad Tabet (1981 - 11 februari 1984)
  - Aartsbisschop Manuel Monteiro de Castro (16 februari 1985 - 21 augustus 1990, later kardinaal)
  - Aartsbisschop Eugenio Sbarbaro (7 februari 1991 - 26 april 2000)
- Apostolisch nuntius 
  - Aartsbisschop Emil Paul Tscherrig (8 juli 2000 - 22 mei 2004)
  - Aartsbisschop Thomas Edward Gullickson (2 oktober 2004 - 21 mei 2011)
  - Aartsbisschop Nicola Girasoli (29 oktober 2011 - 16 juni 2017)
  - Aartsbisschop Fortunatus Nwachukwu (4 november 2017 - 17 december 2021)
  - Aartsbisschop Santiago De Wit Guzmán (12 november 2022 - heden)